# Woronkiwci (mijanka)
Woronkiwci (ukr. Воронківці) – mijanka i przystanek kolejowy w miejscowości Woronkiwci, w rejonie chmielnickim, w obwodzie chmielnickim, na Ukrainie. Węzeł linii Szepetówka – Chmielnicki z linią do Kalinówki.

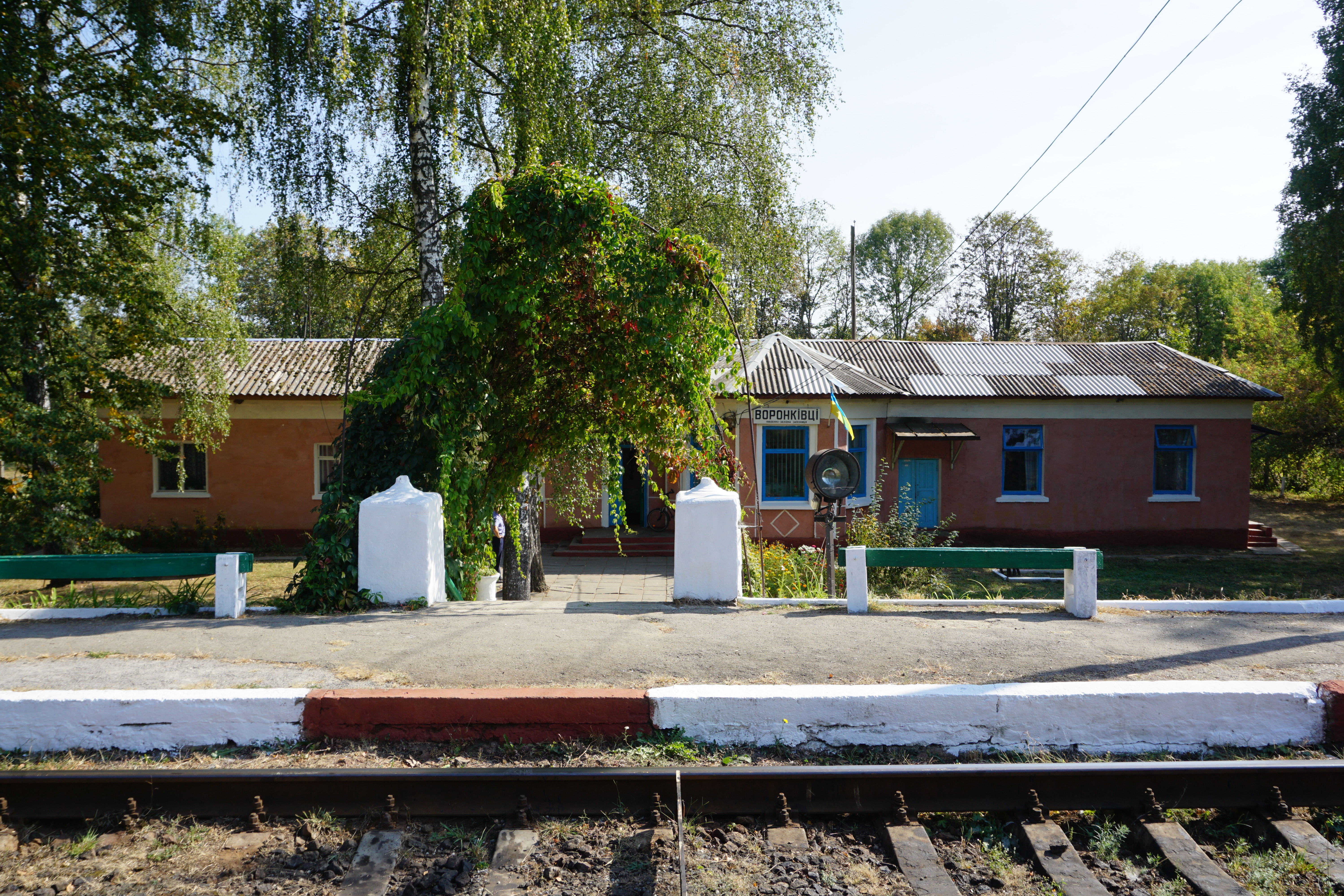